# Una vida posible
Una vida posible es el programa especial de la Fundación Huésped por el Día Mundial de la Lucha contra el Sida de 2013.
Está protagonizado por Mariano Martínez y Gimena Accardi y cuenta con las participación especial de Cecilia Roth y un gran elenco, entre los que se destacan Violeta Urtizberea, Leo Bosio, Marita Ballesteros, Patricia Viggiano y Edgardo Moreira.
Este especial (que consta de un único envío) está dirigido por Jorge Bechara, con libro de Patricio Vega. La realización del mismo corre por cuenta de Kocawa.

## Sinopsis
La trama gira en torno a la pareja constituida de Carla (Gimena Accardi) y Pablo (Mariano Martínez), juntos desde hace cuatro años. Ella es fotógrafa y trabaja para una revista y él regentea un bar. Su vida pasa sin mayores sobresaltos. Hasta que, por un análisis de rutina, Carla descubre que tiene VIH.
A partir del diagnóstico, deberá enfrentar los miedos (propios y ajenos); las desilusiones y los desencuentros, con Pablo y con su entorno. Pero también mantendrá viva la esperanza y los sueños compartidos con su pareja.
Una historia que nos enfrenta con los desafíos que representa un resultado de VIH positivo y que nos invita a reflexionar acerca de que siempre es mejor saber que no saber.

## Elenco
- Mariano Martínez - Pablo
- Gimena Accardi - Carla
- Cecilia Roth - Médica Infectóloga
- Violeta Urtizberea - Florencia
- Leo Bosio - Emiliano
- Marita Ballesteros - Mamá de Carla
- Patricia Viggiano - Médica Clínica
- Edgardo Moreira - Médico